# Vellero
Vellero är en ö i Finland. Den ligger i sjön Onkivesi och i kommunen Kuopio i den ekonomiska regionen  Kuopio ekonomiska region  och landskapet Norra Savolax, i den centrala delen av landet, 400 km norr om huvudstaden Helsingfors. Öns area är 1,5 hektar och dess största längd är 210 meter i sydöst-nordvästlig riktning.